# Hans Closs
Hans Closs (* 1. Juli 1907; † 2. Dezember 1982) war ein deutscher Geophysiker.
Closs war von 1936 bis 1939 bei der Preußischen Geologischen Landesanstalt und an der Geophysikalischen Reichsaufnahme beteiligt. Er führte unter anderem Schweremessungen durch und war an der Entdeckung von Erdöl- und Eisenerzlagerstätten beteiligt (nördlich Braunschweig). Nach dem Zweiten Weltkrieg war er an der späteren Bundesanstalt für Geowissenschaften und Rohstoffe, wo er die Geophysik-Laboratorien leitete. 1972 ging er in den Ruhestand.
Im Jahr 1965 wurde er zum Mitglied der Leopoldina gewählt.
1973 erhielt er die Hans-Stille-Medaille. 1981 wurde er Ehrenmitglied der Deutschen Geophysikalischen Gesellschaft. Ferner ist er seit 1985 Namensgeber für die Clossbucht in der Antarktis.
Seit 1925 war er Mitglied der Studentenverbindung AV Virtembergia Tübingen.